# Ana a Rusiei
Ana Ivanovna (rusă Анна Иоанновна,  Anna Ioannovna), (n. 28 ianuarie/7 februarie 1693, Moscova, Țaratul Rusiei – d. 17/28 octombrie 1740, Sankt Petersburg, Imperiul Rus)  a domnit ca Ducesă de Courland din 1711 până în 1730 și ca Împărăteasă a Rusiei din 1730 până în 1740.
Ana a fost fiica lui Ivan al V-lea al Rusiei și nepoată de frate a țarului Petru cel Mare. S-a căsătorit cu Frederick Wilhelm, Duce de Courland în noiembrie 1710 însă în ianuarie 1711, în urma unui atac cerebral, soțul ei a murit.

## Ascensiunea la putere
După ce țarul Petru al II-lea a murit fără moștenitori, Consiliul Suprem Regal, dominat de facțiunile Golițin și Dolgoruky, i-au eliminat de la succesiune pe Elisabeta, fiica lui Petru cel Mare, și pe nepotul acesteia, Karl Peter Ulrich, pe motiv că atât Elisabeta cât și Ana (mama lui Karl Peter Ulrich), se născuseră în afara căsătoriei. 
Consiliul a examinat descendenții lui Ivan al V-lea. Ecaterina, fiica cea mare, nu a fost acceptată din cauza soțului ei, Ducele de Mecklenburg, care nu prezenta încredere. Sora ei, Ana, văduva Ducelui de Courland, a fost considerată ușor de manevrat politic. 
Consiliul Suprem Regal i-a oferit Anei tronul cu anumite condiții. Ea nu avea voie să se recăsătorească, nici să numească un succesor iar Consiliul va continua să conducă afacerile guvernului. 

## Țarină a Rusiei

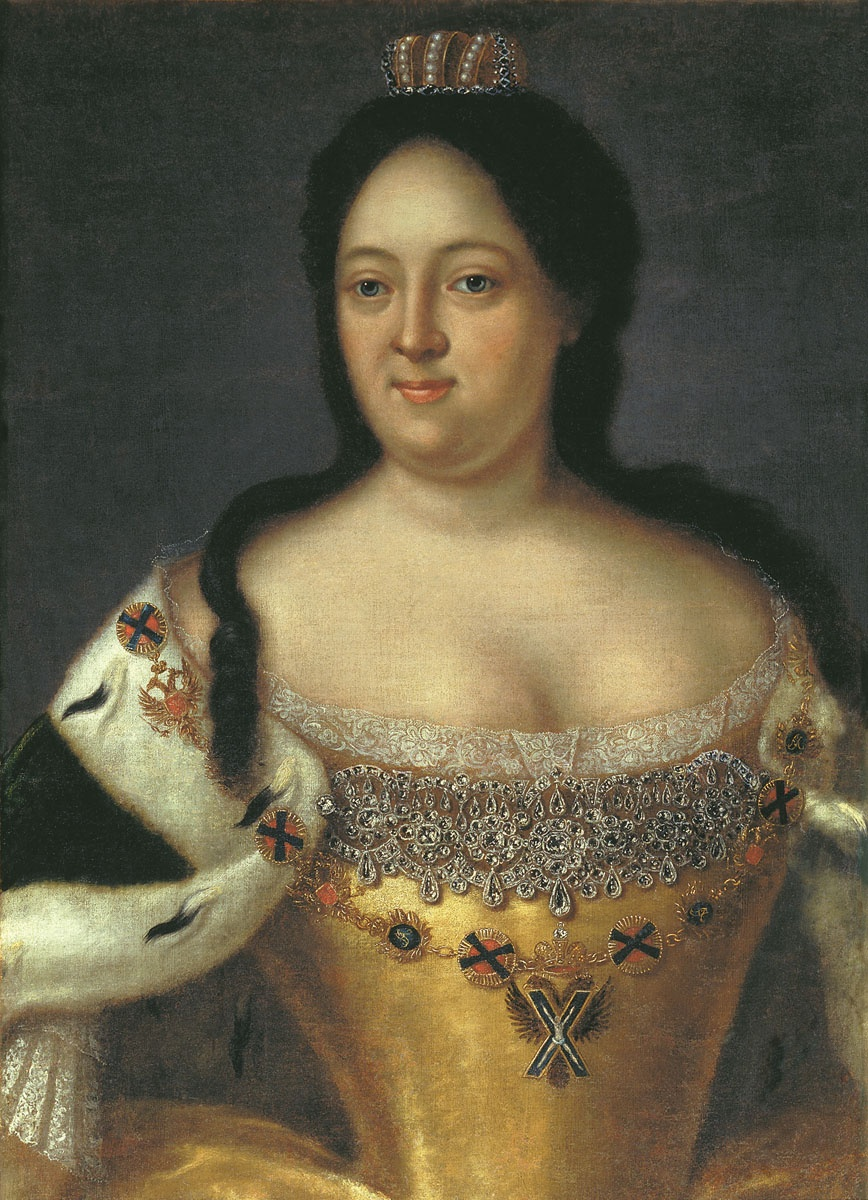

La 25 februarie 1730 ea a semnat condițiile, apoi a rupt documentul și și-a anunțat intenția de a domni autocratic. Mai mulți adepți ai lui Dolgorukyau au fost exilați sau executați. Dmitri Golițin a fost în cele din urmă condamnat la închisoare pe viață. 
Mulți istorici au caracterizat domnia Anei drept Bironovscina (era Biron), o perioadă de guvernare represivă și rapace, dominată de germani. Istoricul rus Kliucevski din secolul XIX a scris că "...Rusia a fost năpădită de nemți la fel cum se împrăștie gunoiul dintr-un sac cu găuri, au infestat curtea, s-au îngrămădit în jurul tronului și au înșfăcat posturile cele mai bine plătite din administrație." Cercetările recente ruse relevă însă că de fapt procentul de generali străini din armata rusă a scăzut în timpul domniei Anei.
Deși Biron era iubitul Anei și Mare Șambelan, el nu a depus nici un efort să învețe limba rusă sau să se informeze despre afacerile guvernului. Politica represivă a guvernului a fost condusă de ruși iar obiectivele politicii externe au fost în mare parte aceleași ca în vremea domniei lui Petru I. 
În 1732 Sankt Petersburg a devenit din nou capitală. Primii ani de domnie ai Anei au fost marcați de pierderi de recolte și epidemii, care au dus la un declin al veniturilor din taxe.
Domnia nu a fost lipsită de reforme constructive. Marina a fost reabilitată. În 1736 s-au înființat brigăzi de pompieri la Moscova și Sankt Petersburg iar în 1740 s-a creat serviciul de poștă. Începând cu 1736, nobililor li s-a permis să-și dividă din nou moșiile între moștenitori. S-au luat măsuri de încurajare a creșterii economice.
Politica externă era dominată de Osterman, care a menținut relații bune cu Austria. În Războiul pentru succesiune din Polonia (1733-1736) care a început odată cu moartea lui August al II-lea al Poloniei, rușii l-au alungat pe Stanisław Leszczyński, alesul majorității electorilor și l-au înscăunat rege pe August II de Saxonia. Franța a fost atrasă în acest război deoarece Stanisław era socrul regelui Ludovic al XV-lea al Franței.
Ana a patronat artele într-o manieră oarecum selectivă. A recrutat prima trupă de teatru permanentă, un grup de actori italieni de elită din care făcea parte și mama lui Casanova și i-a dat permisiunea lui Jean-Baptiste Lande să întemeieze prima școală de balet din Rusia.
Biron care a devenit Duce de Courland în 1737, spera să-și consolideze poziția căsătorindu-și fiul cu nepoata Anei, Ana Leopoldovna. În 1731, împărăteasa a decretat că tronul va fi moștenit de copilul Anei Leopoldovna, indiferent de sexul copilului. Ea l-a ales pe Anton Ulrich, Duce de Brunswick-Wolfenbuteel drept soț al nepoatei sale și cei doi s-au căsătorit în 1739. Țarina a fost încântată în 1740 când Ana a născut un fiu, Ivan. Ea l-a desemnat pe Ivan moștenitorul ei, pe Biron regent iar Elisabeta a fost obligată să-i jure credință lui Ivan.
Împărăteasa care fusese diagnosticată ca având un ulcer al rinichilor a murit la 17 octombrie 1740 la vârsta de 47 de ani.